# 布赖斯兰
布赖斯兰（英語：Bryceland）是美国路易斯安那州下属的一座村镇。根据2010年美国人口普查，该市有人口108人。建置上，属于“village”。